# 久賀村 (千葉県)
久賀村（くがむら）とは、千葉県香取郡にかつて存在した村である。

## 地理
- 現在の多古町の北部に位置している。
- 村域は台地と平地が入り組む谷戸が多い地形になっている。

## 歴史

### 沿革
- 1889年（明治22年）4月1日 - 町村制施行に伴い、久賀村と下埴生郡十余三村の一部が合併し、香取郡久賀村が発足。
- 1945年（昭和20年）6月23日 - 能崎事件発生。
- 1954年（昭和29年）3月31日 - 常磐村・中村とともに（旧）多古町に合併。久賀村は消滅。

変遷表
| 1868年 以前 | 1868年 以前 | 1868年 以前 | 明治5年        | 明治10年       | 明治22年 4月1日 | 昭和29年 3月31日 | 現在   |
| ----------- | ----------- | ----------- | -------------- | -------------- | --------------- | ---------------- | ------ |
| 香取郡      |             | 井戸山村    | 井戸山村       | 久賀村         | 久賀村          | 多古町           | 多古町 |
| 香取郡      | 寺作村      |             |                | 久賀村         | 久賀村          | 多古町           | 多古町 |
| 香取郡      | 御所台村    |             |                | 久賀村         | 久賀村          | 多古町           | 多古町 |
| 香取郡      | 高津原村    |             |                | 久賀村         | 久賀村          | 多古町           | 多古町 |
| 香取郡      | 大門村      |             |                | 久賀村         | 久賀村          | 多古町           | 多古町 |
| 香取郡      | 檜木村      |             |                | 久賀村         | 久賀村          | 多古町           | 多古町 |
| 香取郡      | 出沼村      |             |                | 久賀村         | 久賀村          | 多古町           | 多古町 |
| 香取郡      | 本三倉村    |             |                | 久賀村         | 久賀村          | 多古町           | 多古町 |
| 香取郡      | 次浦村      |             |                | 久賀村         | 久賀村          | 多古町           | 多古町 |
| 香取郡      | 西古内村    |             |                | 久賀村         | 久賀村          | 多古町           | 多古町 |
| 香取郡      | 谷三倉村    |             |                | 久賀村         | 久賀村          | 多古町           | 多古町 |
| 下埴生郡    |             |             | 十余三村の一部 | 十余三村の一部 | 久賀村          | 多古町           | 多古町 |

## 村長
- 菅沢重雄

## 人口・世帯

### 人口
総数 [単位： 人]
| 1891年（明治24年） | 2,450 |
| 1907年（明治40年） | 2,975 |
| 1917年（大正 6年） | 3,450 |
| 1925年（大正14年） | 4,030 |
| 1935年（昭和10年） | 4,554 |
| 1950年（昭和25年） | 5,378 |

### 世帯
総数 [単位： 世帯]
| 1925年（大正14年） | 731 |
| 1935年（昭和10年） | 728 |
| 1950年（昭和25年） | 882 |